# Acanthis
Acanthis er en slægt af fugle i familien finker, der er udbredt i det nordligste Nordamerika, Asien og Europa. Slægten er foreslået at omfatte nogle af de arter, der traditionelt placeres i slægten Carduelis, og som på grund af ny viden om deres afstamning bør placeres i egen slægt.

## Arter
Det er ikke helt sikkert, hvordan fordelingen er mellem arter og underarter. Der er ikke fundet stor genetisk variation, men sandsynligvis omfatter slægten Acanthis to eller tre arter.
- Gråsisken, A. flammea
- Hvidsisken, A. hornemanni